# أنخيل ماريا دي روزا
أنخيل ماريا دي روزا (بالإسبانية: Ángel María de Rosa) هو نحات أرجنتيني، ولد في 12 فبراير 1888 في مدينة جونين، مقاطعة بوينس آيرس في الأرجنتين، وتوفي في 26 فبراير 1970 في بوينس آيرس في الأرجنتين.